# Johann Gerhard Köppen
Johann Gerhard Köppen (* 9. Januar 1743 in Lübeck; † 29. März 1813 ebenda) war ein deutscher evangelisch-lutherischer Geistlicher.

## Leben
Johann Gerhard Köppen war der jüngere von zwei Söhnen des Kaufmanns Christoph Ernst Köppen († 1757) und dessen Frau Christine Lucie, geb. Siems († 1767). Der Theologe Daniel Joachim Köppen (1736–1807) war sein älterer Bruder. Trotz des frühen Todes des Vaters gelang es der Mutter, beiden Söhnen gegen alle Hindernisse eine akademische Bildung zu ermöglichen. Er besuchte das Katharineum zu Lübeck, wo er sich durch besondere Fähigkeiten in Latein auszeichnete, und studierte ab 1761 Evangelische Theologie, zunächst zwei Jahre an der Universität Helmstedt, dann an der Universität Göttingen, wo ihn besonders Wilhelm Abraham Teller prägte.

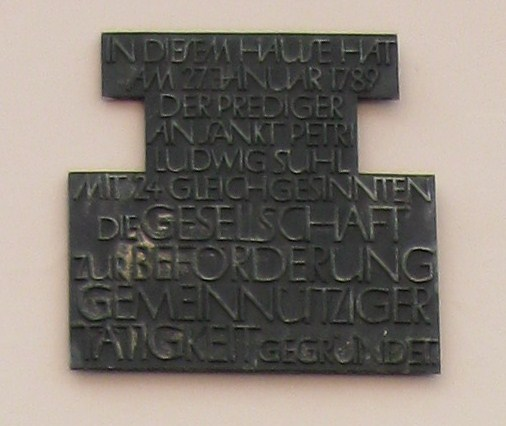
Erinnerungstafel an die Gründung der Gesellschaft zur Beförderung gemeinnütziger Tätigkeit am Predigerhaus der Petrikirche in der Großen Petersgrube 27

Nach Abschluss seiner Studien kehrte er nach Lübeck zurück und wurde unter die Kandidaten des Geistlichen Ministeriums aufgenommen. Schon 1767 erhielt er eine Pfarrstelle als 3. Prediger an der Petrikirche. 1783 wurde er Archidiaconus (2. Pastor) und 1787 als Nachfolger von Adde Bernhard Burghardi Hauptpastor. Eine Berufung an eine der Hamburger Hauptkirchen hatte er 1785 ausgeschlagen. 1789 war er einer der Mitgründer der Gesellschaft zur Beförderung gemeinnütziger Tätigkeit im Haus seines Kollegen Ludwig Suhl.
Seit 1772 war er verheiratet mit Hedwig Margarethe, geb. Brandt. Zu den Kindern des Paares zählte der Philosoph Friedrich Köppen.

## Werke
- Handbuch für Communicanten. Lübeck: Green 1783

Digitalisat, Universitätsbibliothek Göttingen